# Lhez
Lhez é uma comuna francesa na região administrativa de Occitânia, no departamento dos Altos Pirenéus. Estende-se por uma área de 0,8 km². Em 2010 a comuna tinha 77 habitantes (densidade: 96,3 hab./km²).